# Christian Bjoljahn
Christian Bjoljahn (født 1979) er en dansk forfatter, uddannet fra Forfatterskolen i 2008.